# Magnus Sheffield
Magnus Sheffield (* 19. April 2002 in Pittsford) ist ein US-amerikanischer Radrennfahrer.

## Sportlicher Werdegang
Im Jahr 2019, in der ersten Saison als Junior, machte Sheffield mehrfach auf sich aufmerksam. Bei Keizer der Juniores und beim Grand Prix Rüebliland belegte er jeweils den zweiten Platz in der Gesamtwertung und gewann bei den UCI-Straßen-Weltmeisterschaften 2019 die Bronzemedaille im Straßenrennen. Zudem wurde er Panamerika-Meister im Cyclocross. 2020 startete er vorrangig bei Rennen des nationalen Kalenders, unter anderen gewann er die Gesamtwertung des Valley of the Sun Stage Race. Auf der Bahn unterbot er außerhalb eines Wettkampfs den Junioren-Weltrekord in der 3000m-Einerverfolgung um drei Sekunden. Seine Zeit von 3:06,447 min wurde von der UCI jedoch nicht anerkannt.
Nach dem Wechsel in die U23 wurde Sheffield 2021 Mitglied im damaligen UCI ProTeam Rally Cycling. Jedoch verließ er das Team bereits mitten in der Saison, über seine Gründe hat er keine Auskunft gegeben. Im Zuge der UCI-Straßen-Weltmeisterschaften 2021 gab er bekannt, dass er zur Saison 2022 einen Vertrag beim UCI WorldTeam Ineos Grenadiers erhalten werde.
Den ersten Renneinsatz für sein neues Team hatte Sheffield bei Étoile de Bessèges, bei der darauf folgenden Andalusien-Rundfahrt erzielte er mit dem Gewinn der dritten Etappe seinen ersten internationalen Elitesieg. Es folgten der Sieg beim Pfeil von Brabant sowie ein Etappenerfolg bei der Dänemark-Rundfahrt 2022, bei der er als Zweiter den Gewinn der Gesamtwertung um wenige Sekunden verpasste.
Während der fünften Etappe der Tour de Suisse 2023 stürzte Sheffield am 15. Juni in der Abfahrt des Albulapasses einen Abhang hinunter, dabei erlitt er Prellungen und ein leichtes Schädel-Hirn-Trauma. Wenige Minuten später stürzte Gino Mäder an der gleichen Stelle und erlag am Tag danach seinen schweren Verletzungen. Sportlich gewann er bei drei größeren Rundfahrten die Nachwuchswertung, bei der Tour of Norway musste er in der Gesamtwertung nur seinem Teammitglied Ben Tulett den Vortritt lassen.
Im Jahr 2024 bestritt Sheffield mit dem Giro d’Italia seine erste Grand Tour und belegte als Helfer von Geraint Thomas den 59. Gesamtrang. Im Einzelzeitfahren der 7. Etappe belegte er hinter dem späteren Gesamtsieger Tadej Pogačar und seinem Teamkollegen Filippo Ganna den dritten Platz. Im Verlauf der Saison stellte er als Dritter der Tour of Austria und Fünfter der Polen-Rundfahrt seine Fähigkeiten als Rundfahrer unter Beweis.
Bei Paris–Nizza 2025 feierte er seinen ersten Sieg in der UCI WorldTour, als er die anspruchsvolle Abschlussetappe nach einem Solo über zwölf Kilometer gewann.

## Erfolge

### Straße
2019
- Weltmeisterschaften – Straßenrennen (Junioren)
- zwei Etappen und Nachwuchswertung Keizer der Juniores
- Nachwuchswertung Grand Prix Rüebliland
- Nachwuchswertung SPIE Internationale Juniorendriedaagse

2022
- eine Etappe Andalusien-Rundfahrt
- Pfeil von Brabant
- eine Etappe und Nachwuchswertung Dänemark-Rundfahrt

2023
- Nachwuchswertung Tour Down Under
- Nachwuchswertung Tour of Britain
- Nachwuchswertung Kroatien-Rundfahrt

2024
- Nachwuchswertung Tour of Austria

2025
- eine Etappe Paris–Nizza

### Cyclocross
2018/19
- Panamerika-Meister (Junioren)

## Grand Tour-Platzierungen
| Grand Tour            | 2024 |
| --------------------- | ---- |
| Giro d’ItaliaGiro     | 59   |
| Tour de FranceTour    | –    |
| Vuelta a EspañaVuelta | –    |